# Mitropacup 1984
De Mitropacup 1984 was de 43e editie van deze internationale beker en voorloper van de huidige Europacups.
De opzet van de Mitropacup het seizoen 1983-84 was gelijk aan de voorgaande toernooien. Deelname was dit jaar met de Mitropacup 1983 winnaar Vasas Boedapest en de kampioenen van de Tweede Divisies van Joegoslavië, Oostenrijk en Tsjechoslowakije.
De vier clubs speelden een volledige competitie en de nummer één was meteen de winnaar van de Mitropacup 1984. De Oostenrijkse deelnemer SC Eisenstad zegevierde dit jaar.
 Wedstrijden 
| Club          | Land                 | Uitslagen | Land                 | Club            |
| ------------- | -------------------- | --------- | -------------------- | --------------- |
| SC Eisenstadt | Vlag van Oostenrijk  | 4-2 , 3-3 | Vlag van Joegoslavië | FK Pristina     |
| SC Eisenstadt | Vlag van Oostenrijk  | 1-1 , 1-4 | Vlag van Tsjechië    | Union Teplice   |
| SC Eisenstadt | Vlag van Oostenrijk  | 2-1 , 2-1 | Vlag van Hongarije   | Vasas Boedapest |
| FK Pristina   | Vlag van Joegoslavië | 2-0 , 1-1 | Vlag van Tsjechië    | Union Teplice   |
| FK Pristina   | Vlag van Joegoslavië | 4-2 , 1-1 | Vlag van Hongarije   | Vasas Boedapest |
| Union Teplice | Vlag van Tsjechië    | 3-2 , 1-2 | Vlag van Hongarije   | Vasas Boedapest |

 Klassement 
| Plaats | Club            | W : w - g - v | Punten | Doelsaldo |
| ------ | --------------- | ------------- | ------ | --------- |
| 1      | SC Eisenstadt   | 6 : 3 - 2 - 1 | 8      | 13 - 12   |
| 2      | FK Pristina     | 6 : 2 - 3 - 1 | 7      | 13 - 11   |
| 3      | Union Teplice   | 6 : 2 - 2 - 2 | 6      | 10 - 9    |
| 4      | Vasas Boedapest | 6 : 1 - 1 - 4 | 3      | 9 - 13    |

1927 · 1928 · 1929 · 1930 · 1931 · 1932 · 1933 · 1934 · 1935 · 1936 · 1937 · 1938 · 1939 · 1940 · 1951 · 1955 · 1956 · 1957 · 1958 · 1959 · 1960 · 1961 · 1962 · 1963 · 1964 · 1965 · 1966 · 1967 · 1968 · 1969 · 1970 · 1971 · 1972 · 1973 · 1974 · 1975 · 1976 · 1977 · 1978 · 1980 · 1981 · 1982 · 1983 · 1984 · 1985 · 1986 · 1987 · 1988 · 1989 · 1990 · 1991 · 1992